# 约瑟夫·特恩斯特伦
约瑟夫·特恩斯特伦（瑞典語：Josef Ternström，1888年12月4日—1953年5月2日），瑞典男子田径运动员。他曾代表瑞典参加1912年夏季奥林匹克运动会田径比赛，获得男子团体越野赛金牌。